# Resolució 1683 del Consell de Seguretat de les Nacions Unides
La Resolució 1683 del Consell de Seguretat de les Nacions Unides fou adoptada per unanimitat el 13 de juny de 2006. Després de recordar totes les resolucions anteriors sobre la situació a Libèria i l'Àfrica occidental, el Consell va ajustar l'embargament d'armes contra el país de manera que armes i municions podrien ser utilitzades amb fins de formació per part del govern, la policia i les forces de seguretat.
Libèria va donar la benvinguda a la resolució, però va instar l'aixecament de les sancions relatives a fusta i diamants.

## Resolució

### Observacions
El Consell va començar acollint amb satisfacció el paper de la presidenta Ellen Johnson Sirleaf en els seus esforços per restaurar, mantenir la pau i l'estabilitat a Libèria. Va subratllar que la Missió de les Nacions Unides a Libèria (UNMIL) donaria suport al govern de Libèria per construir una nació democràtica.
La resolució va reconèixer que la policia liberiana i les forces de seguretat necessitaven assumir una major responsabilitat per la seguretat nacional. A més, a Libèria s'ha avançat, però la situació continua constituint una amenaça per a la pau i la seguretat a la regió.

### Actes
Sota el Capítol VII de la Carta de les Nacions Unides, el Consell va decidir que les mesures imposades a la Resolució 1521 (2003) no s'aplicarien a armes i municions subministrades als membres del govern, servei de seguretat i policia amb finalitats formatives. Els ítems seran aprovats cas per cas pel Comitè establert en aquesta resolució únicament per a l'ús de personal format, i revisat des de la creació de la UNMIL l'octubre de 2003.
A més, les armes i municions sol·licitades serien marcades posteriorment i es mantindria un registre d'aquestes. La UNMIL va haver de inspeccionar inventaris d'armes i municions adquirides i informar al Comitè sobre les seves troballes.
Finalment, la resolució va reiterar la importància contínua de la cooperació de la UNMIL amb el Comitè, el govern de Libèria i el panell d'experts que controlen l'aplicació de les sancions contra el país.